# Eleições europeias de 2019 em Santa Maria da Feira

## Resultados Oficiais
| Partido                 | Partido                        | Votos   | %               | +/-  |
| ----------------------- | ------------------------------ | ------- | --------------- | ---- |
|                         | Partido Socialista             | 15 868  | 35,71 / 100,00  | 1,19 |
|                         | Partido Social Democrata       | 12 075  | 27,18 / 100,00  | -    |
|                         | Bloco de Esquerda              | 4 071   | 9,16 / 100,00   | 4,82 |
|                         | CDS – Partido Popular          | 2 464   | 5,55 / 100,00   | -    |
|                         | Pessoas–Animais–Natureza       | 1 901   | 4,28 / 100,00   | 3,08 |
|                         | Coligação Democrática Unitária | 1 190   | 2,68 / 100,00   | 2,94 |
|                         | LIVRE                          | 541     | 1,22 / 100,00   | 0,32 |
|                         | Aliança                        | 496     | 1,12 / 100,00   | Novo |
|                         | Nós, Cidadãos!                 | 458     | 1,03 / 100,00   | Novo |
|                         | Outros (com menos de 1,00%)    | 1 811   | 4,07 / 100,00   |      |
| Votos Inválidos         | Votos Inválidos                | 3 558   | 8,01 / 100,00   | 0,21 |
| Total                   | Total                          | 44 433  | 100,00 / 100,00 |      |
| Eleitorado/Participação | Eleitorado/Participação        | 125 141 | 35,51 / 100,00  | 0,49 |

## Resultados por Freguesia
Os resultados seguintes referem-se aos partidos que obtiveram mais de 1,00% dos votos:
| Freguesia                       | %     | %     | %     | %    | %    | %    | %    | %    | %    | Votantes |
| Freguesia                       | PS    | PSD   | BE    | CDS  | PAN  | CDU  | L    | A    | NC!  | Votantes |
| ------------------------------- | ----- | ----- | ----- | ---- | ---- | ---- | ---- | ---- | ---- | -------- |
| Argoncilhe                      | 34,97 | 32,01 | 8,29  | 6,40 | 4,38 | 2,02 | 0,81 | 0,61 | 0,84 | 2 968    |
| Arrifana                        | 42,02 | 25,08 | 7,71  | 5,18 | 3,24 | 2,97 | 1,67 | 0,81 | 1,08 | 1 854    |
| Caldas de São Jorge e Pigeiros  | 37,10 | 22,74 | 9,79  | 6,80 | 3,65 | 4,81 | 1,00 | 1,08 | 0,91 | 1 205    |
| Canedo, Vale e Vila Maior       | 28,47 | 35,83 | 8,97  | 6,56 | 3,98 | 1,40 | 0,89 | 1,02 | 0,68 | 2 364    |
| Escapães                        | 34,87 | 31,30 | 7,89  | 5,17 | 4,32 | 1,69 | 1,50 | 0,75 | 1,22 | 1 064    |
| Fiães                           | 37,83 | 23,29 | 9,79  | 4,58 | 3,36 | 5,25 | 0,80 | 1,22 | 0,84 | 2 379    |
| Fornos                          | 31,31 | 29,81 | 10,27 | 5,18 | 4,99 | 2,89 | 1,10 | 1,10 | 0,90 | 1 003    |
| Lobão, Gião, Louredo e Guisande | 32,74 | 31,65 | 6,35  | 6,17 | 5,34 | 1,71 | 1,31 | 1,13 | 0,91 | 2 755    |
| Lourosa                         | 38,61 | 25,88 | 10,44 | 4,69 | 3,64 | 2,41 | 0,75 | 1,12 | 0,95 | 2 940    |
| Milheirós de Poiares            | 43,20 | 26,50 | 6,71  | 3,36 | 3,36 | 2,12 | 1,24 | 0,53 | 0,71 | 1 132    |
| Mozelos                         | 37,00 | 25,15 | 10,40 | 4,04 | 5,68 | 2,74 | 2,19 | 0,91 | 0,99 | 2 624    |
| Nogueira da Regedoura           | 37,10 | 26,82 | 9,60  | 5,33 | 4,56 | 2,62 | 1,79 | 1,36 | 0,58 | 2 062    |
| Paços de Brandão                | 30,67 | 29,19 | 8,86  | 8,66 | 4,08 | 2,19 | 1,58 | 1,07 | 1,43 | 1 963    |
| Rio Meão                        | 37,24 | 26,05 | 8,13  | 6,36 | 3,77 | 2,24 | 0,77 | 1,30 | 1,18 | 1 697    |
| Romariz                         | 36,63 | 31,39 | 6,73  | 6,63 | 1,98 | 1,09 | 1,49 | 1,19 | 1,39 | 1 010    |
| Sanguedo                        | 32,77 | 30,15 | 8,15  | 5,06 | 4,68 | 1,59 | 0,75 | 1,78 | 0,37 | 1 068    |
| Santa Maria da Feira            | 30,66 | 27,31 | 9,86  | 5,76 | 5,41 | 3,12 | 1,64 | 1,59 | 1,54 | 6 027    |
| Santa Maria de Lamas            | 38,65 | 24,01 | 8,98  | 5,72 | 3,70 | 2,29 | 1,03 | 0,49 | 1,42 | 1 837    |
| São João de Ver                 | 37,44 | 23,08 | 11,68 | 4,12 | 4,35 | 2,51 | 1,07 | 1,44 | 1,17 | 2 989    |
| São Miguel do Souto e Mosteirô  | 44,19 | 20,97 | 9,41  | 6,26 | 3,55 | 1,20 | 0,95 | 1,00 | 0,75 | 1 998    |
| São Paio de Oleiros             | 38,15 | 23,90 | 9,37  | 4,28 | 3,55 | 7,10 | 1,00 | 0,94 | 0,67 | 1 494    |
| Santa Maria da Feira            | 35,71 | 27,18 | 9,16  | 5,55 | 4,28 | 2,68 | 1,22 | 1,12 | 1,03 | 44 433   |

#### Argoncilhe
| Partido                 | Partido                        | Votos | %               | +/-  |
| ----------------------- | ------------------------------ | ----- | --------------- | ---- |
|                         | Partido Socialista             | 1 038 | 34,97 / 100,00  | 2,02 |
|                         | Partido Social Democrata       | 950   | 32,01 / 100,00  | -    |
|                         | Bloco de Esquerda              | 246   | 8,29 / 100,00   | 4,14 |
|                         | CDS – Partido Popular          | 190   | 6,40 / 100,00   | -    |
|                         | Pessoas–Animais–Natureza       | 130   | 4,38 / 100,00   | 3,13 |
|                         | Coligação Democrática Unitária | 60    | 2,02 / 100,00   | 2,36 |
|                         | Outros (com menos de 1,00%)    | 153   | 5,14 / 100,00   |      |
| Votos Inválidos         | Votos Inválidos                | 201   | 6,77 / 100,00   | 1,76 |
| Total                   | Total                          | 2 968 | 100,00 / 100,00 |      |
| Eleitorado/Participação | Eleitorado/Participação        | 7 425 | 39,97 / 100,00  | 0,52 |

#### Arrifana
| Partido                 | Partido                        | Votos | %               | +/-   |
| ----------------------- | ------------------------------ | ----- | --------------- | ----- |
|                         | Partido Socialista             | 779   | 42,02 / 100,00  | 3,19  |
|                         | Partido Social Democrata       | 465   | 25,08 / 100,00  | -     |
|                         | Bloco de Esquerda              | 143   | 7,71 / 100,00   | 4,12  |
|                         | CDS – Partido Popular          | 96    | 5,18 / 100,00   | -     |
|                         | Pessoas–Animais–Natureza       | 60    | 3,24 / 100,00   | 2,23  |
|                         | Coligação Democrática Unitária | 55    | 2,97 / 100,00   | 1,67  |
|                         | LIVRE                          | 31    | 1,67 / 100,00   | 0,47  |
|                         | Nós, Cidadãos!                 | 20    | 1,08 / 100,00   | Novo  |
|                         | Outros (com menos de 1,00%)    | 68    | 3,67 / 100,00   |       |
| Votos Inválidos         | Votos Inválidos                | 137   | 7,39 / 100,00   | 1,74  |
| Total                   | Total                          | 1 854 | 100,00 / 100,00 |       |
| Eleitorado/Participação | Eleitorado/Participação        | 5 703 | 32,51 / 100,00  | 15,40 |

#### Caldas de São Jorge e Pigeiros
| Partido                 | Partido                        | Votos | %               | +/-  |
| ----------------------- | ------------------------------ | ----- | --------------- | ---- |
|                         | Partido Socialista             | 447   | 37,10 / 100,00  | 0,61 |
|                         | Partido Social Democrata       | 274   | 22,74 / 100,00  | -    |
|                         | Bloco de Esquerda              | 118   | 9,79 / 100,00   | 6,63 |
|                         | CDS – Partido Popular          | 82    | 6,80 / 100,00   | -    |
|                         | Coligação Democrática Unitária | 58    | 4,81 / 100,00   | 2,30 |
|                         | Pessoas–Animais–Natureza       | 44    | 3,65 / 100,00   | 2,31 |
|                         | Basta!                         | 14    | 1,16 / 100,00   | 0,37 |
|                         | Aliança                        | 13    | 1,08 / 100,00   | Novo |
|                         | LIVRE                          | 12    | 1,00 / 100,00   | 1,05 |
|                         | Outros (com menos de 1,00%)    | 43    | 3,56 / 100,00   |      |
| Votos Inválidos         | Votos Inválidos                | 100   | 8,30 / 100,00   | 1,97 |
| Total                   | Total                          | 1 205 | 100,00 / 100,00 |      |
| Eleitorado/Participação | Eleitorado/Participação        | 3 510 | 34,33 / 100,00  | 0,10 |

#### Canedo, Vale e Vila Maior
| Partido                 | Partido                        | Votos | %               | +/-  |
| ----------------------- | ------------------------------ | ----- | --------------- | ---- |
|                         | Partido Social Democrata       | 847   | 35,83 / 100,00  | -    |
|                         | Partido Socialista             | 673   | 28,47 / 100,00  | 2,05 |
|                         | Bloco de Esquerda              | 212   | 8,97 / 100,00   | 4,93 |
|                         | CDS – Partido Popular          | 155   | 6,56 / 100,00   | -    |
|                         | Pessoas–Animais–Natureza       | 94    | 3,98 / 100,00   | 2,61 |
|                         | Coligação Democrática Unitária | 33    | 1,40 / 100,00   | 2,55 |
|                         | Aliança                        | 24    | 1,02 / 100,00   | Novo |
|                         | Basta!                         | 24    | 1,02 / 100,00   | 0,21 |
|                         | Outros (com menos de 1,00%)    | 115   | 4,88 / 100,00   |      |
| Votos Inválidos         | Votos Inválidos                | 187   | 7,91 / 100,00   | 0,39 |
| Total                   | Total                          | 2 364 | 100,00 / 100,00 |      |
| Eleitorado/Participação | Eleitorado/Participação        | 8 716 | 27,12 / 100,00  | 1,28 |

#### Escapães
| Partido                 | Partido                         | Votos | %               | +/-  |
| ----------------------- | ------------------------------- | ----- | --------------- | ---- |
|                         | Partido Socialista              | 371   | 34,87 / 100,00  | 2,12 |
|                         | Partido Social Democrata        | 333   | 31,30 / 100,00  | -    |
|                         | Bloco de Esquerda               | 84    | 7,89 / 100,00   | 4,22 |
|                         | CDS – Partido Popular           | 55    | 5,17 / 100,00   | -    |
|                         | Pessoas–Animais–Natureza        | 46    | 4,32 / 100,00   | 3,55 |
|                         | Coligação Democrática Unitária  | 18    | 1,69 / 100,00   | 4,49 |
|                         | LIVRE                           | 16    | 1,50 / 100,00   | 0,72 |
|                         | Nós, Cidadãos!                  | 13    | 1,22 / 100,00   | Novo |
|                         | Partido Democrático Republicano | 11    | 1,03 / 100,00   | Novo |
|                         | Outros (com menos de 1,00%)     | 40    | 3,76 / 100,00   |      |
| Votos Inválidos         | Votos Inválidos                 | 77    | 7,23 / 100,00   | 1,27 |
| Total                   | Total                           | 1 064 | 100,00 / 100,00 |      |
| Eleitorado/Participação | Eleitorado/Participação         | 2 976 | 35,75 / 100,00  | 1,20 |

#### Fiães
| Partido                 | Partido                        | Votos | %               | +/-  |
| ----------------------- | ------------------------------ | ----- | --------------- | ---- |
|                         | Partido Socialista             | 900   | 37,83 / 100,00  | 0,43 |
|                         | Partido Social Democrata       | 554   | 23,29 / 100,00  | -    |
|                         | Bloco de Esquerda              | 233   | 9,79 / 100,00   | 4,89 |
|                         | Coligação Democrática Unitária | 125   | 5,25 / 100,00   | 3,56 |
|                         | CDS – Partido Popular          | 109   | 4,58 / 100,00   | -    |
|                         | Pessoas–Animais–Natureza       | 80    | 3,36 / 100,00   | 2,44 |
|                         | Aliança                        | 29    | 1,22 / 100,00   | Novo |
|                         | Outros (com menos de 1,00%)    | 142   | 5,97 / 100,00   |      |
| Votos Inválidos         | Votos Inválidos                | 207   | 8,70 / 100,00   | 1,77 |
| Total                   | Total                          | 2 379 | 100,00 / 100,00 |      |
| Eleitorado/Participação | Eleitorado/Participação        | 6 885 | 34,55 / 100,00  | 0,55 |

#### Fornos
| Partido                 | Partido                        | Votos | %               | +/-  |
| ----------------------- | ------------------------------ | ----- | --------------- | ---- |
|                         | Partido Socialista             | 314   | 31,31 / 100,00  | 1,52 |
|                         | Partido Social Democrata       | 299   | 29,81 / 100,00  | -    |
|                         | Bloco de Esquerda              | 103   | 10,27 / 100,00  | 5,87 |
|                         | CDS – Partido Popular          | 52    | 5,18 / 100,00   | -    |
|                         | Pessoas–Animais–Natureza       | 50    | 4,99 / 100,00   | 4,29 |
|                         | Coligação Democrática Unitária | 29    | 2,89 / 100,00   | 3,82 |
|                         | LIVRE                          | 11    | 1,10 / 100,00   | 1,10 |
|                         | Aliança                        | 11    | 1,10 / 100,00   | Novo |
|                         | Outros (com menos de 1,00%)    | 40    | 3,79 / 100,00   |      |
| Votos Inválidos         | Votos Inválidos                | 94    | 9,37 / 100,00   | 0,96 |
| Total                   | Total                          | 1 003 | 100,00 / 100,00 |      |
| Eleitorado/Participação | Eleitorado/Participação        | 3 029 | 33,11 / 100,00  | 0,50 |

#### Lobão, Gião, Louredo e Guisande
| Partido                 | Partido                        | Votos | %               | +/-  |
| ----------------------- | ------------------------------ | ----- | --------------- | ---- |
|                         | Partido Socialista             | 902   | 32,74 / 100,00  | 2,99 |
|                         | Partido Social Democrata       | 872   | 31,65 / 100,00  | -    |
|                         | Bloco de Esquerda              | 175   | 6,35 / 100,00   | 2,88 |
|                         | CDS – Partido Popular          | 170   | 6,17 / 100,00   | -    |
|                         | Pessoas–Animais–Natureza       | 147   | 5,34 / 100,00   | 4,01 |
|                         | Coligação Democrática Unitária | 47    | 1,71 / 100,00   | 2,00 |
|                         | LIVRE                          | 36    | 1,31 / 100,00   | 0,32 |
|                         | Aliança                        | 31    | 1,13 / 100,00   | Novo |
|                         | Outros (com menos de 1,00%)    | 152   | 5,52 / 100,00   |      |
| Votos Inválidos         | Votos Inválidos                | 223   | 8,09 / 100,00   | 0,61 |
| Total                   | Total                          | 2 755 | 100,00 / 100,00 |      |
| Eleitorado/Participação | Eleitorado/Participação        | 9 445 | 29,17 / 100,00  | 1,07 |

#### Lourosa
| Partido                 | Partido                        | Votos | %               | +/-  |
| ----------------------- | ------------------------------ | ----- | --------------- | ---- |
|                         | Partido Socialista             | 1 135 | 38,61 / 100,00  | 0,03 |
|                         | Partido Social Democrata       | 761   | 25,88 / 100,00  | -    |
|                         | Bloco de Esquerda              | 307   | 10,44 / 100,00  | 6,04 |
|                         | CDS – Partido Popular          | 138   | 4,69 / 100,00   | -    |
|                         | Pessoas–Animais–Natureza       | 107   | 3,64 / 100,00   | 2,57 |
|                         | Coligação Democrática Unitária | 71    | 2,41 / 100,00   | 1,50 |
|                         | Aliança                        | 33    | 1,12 / 100,00   | Novo |
|                         | Outros (com menos de 1,00%)    | 152   | 5,17 / 100,00   |      |
| Votos Inválidos         | Votos Inválidos                | 236   | 8,03 / 100,00   | 1,31 |
| Total                   | Total                          | 2 940 | 100,00 / 100,00 |      |
| Eleitorado/Participação | Eleitorado/Participação        | 7 731 | 38,03 / 100,00  | 0,68 |

#### Milheirós de Poiares
| Partido                 | Partido                        | Votos | %               | +/-  |
| ----------------------- | ------------------------------ | ----- | --------------- | ---- |
|                         | Partido Socialista             | 489   | 43,20 / 100,00  | 5,13 |
|                         | Partido Social Democrata       | 300   | 26,50 / 100,00  | -    |
|                         | Bloco de Esquerda              | 76    | 6,71 / 100,00   | 3,78 |
|                         | CDS – Partido Popular          | 38    | 3,36 / 100,00   | -    |
|                         | Pessoas–Animais–Natureza       | 38    | 3,36 / 100,00   | 2,41 |
|                         | Coligação Democrática Unitária | 24    | 2,12 / 100,00   | 3,39 |
|                         | LIVRE                          | 14    | 1,24 / 100,00   | 0,40 |
|                         | Outros (com menos de 1,00%)    | 62    | 5,48 / 100,00   |      |
| Votos Inválidos         | Votos Inválidos                | 91    | 7,84 / 100,00   | 0,17 |
| Total                   | Total                          | 1 132 | 100,00 / 100,00 |      |
| Eleitorado/Participação | Eleitorado/Participação        | 3 321 | 34,09 / 100,00  | 0,85 |

#### Mozelos
| Partido                 | Partido                        | Votos | %               | +/-  |
| ----------------------- | ------------------------------ | ----- | --------------- | ---- |
|                         | Partido Socialista             | 971   | 37,00 / 100,00  | 0,12 |
|                         | Partido Social Democrata       | 660   | 25,15 / 100,00  | -    |
|                         | Bloco de Esquerda              | 273   | 10,40 / 100,00  | 5,27 |
|                         | Pessoas–Animais–Natureza       | 149   | 5,68 / 100,00   | 4,61 |
|                         | CDS – Partido Popular          | 106   | 4,04 / 100,00   | -    |
|                         | Coligação Democrática Unitária | 72    | 2,74 / 100,00   | 3,58 |
|                         | LIVRE                          | 47    | 1,79 / 100,00   | 0,44 |
|                         | Iniciativa Liberal             | 27    | 1,03 / 100,00   | Novo |
|                         | Outros (com menos de 1,00%)    | 135   | 5,14 / 100,00   |      |
| Votos Inválidos         | Votos Inválidos                | 184   | 7,01 / 100,00   | 0,50 |
| Total                   | Total                          | 2 624 | 100,00 / 100,00 |      |
| Eleitorado/Participação | Eleitorado/Participação        | 6 389 | 41,07 / 100,00  | 0,52 |

#### Nogueira da Regedoura
| Partido                 | Partido                        | Votos | %               | +/-  |
| ----------------------- | ------------------------------ | ----- | --------------- | ---- |
|                         | Partido Socialista             | 765   | 37,10 / 100,00  | 1,99 |
|                         | Partido Social Democrata       | 553   | 26,82 / 100,00  | -    |
|                         | Bloco de Esquerda              | 198   | 9,60 / 100,00   | 5,24 |
|                         | CDS – Partido Popular          | 110   | 5,33 / 100,00   | -    |
|                         | Pessoas–Animais–Natureza       | 94    | 4,56 / 100,00   | 3,11 |
|                         | Coligação Democrática Unitária | 54    | 2,62 / 100,00   | 4,07 |
|                         | LIVRE                          | 37    | 1,79 / 100,00   | 0,08 |
|                         | Aliança                        | 28    | 1,36 / 100,00   | Novo |
|                         | Outros (com menos de 1,00%)    | 87    | 4,22 / 100,00   |      |
| Votos Inválidos         | Votos Inválidos                | 136   | 6,59 / 100,00   | 0,62 |
| Total                   | Total                          | 2 062 | 100,00 / 100,00 |      |
| Eleitorado/Participação | Eleitorado/Participação        | 5 144 | 40,09 / 100,00  | 1,16 |

#### Paços de Brandão
| Partido                 | Partido                        | Votos | %               | +/-  |
| ----------------------- | ------------------------------ | ----- | --------------- | ---- |
|                         | Partido Socialista             | 602   | 30,67 / 100,00  | 1,50 |
|                         | Partido Social Democrata       | 573   | 29,19 / 100,00  | -    |
|                         | Bloco de Esquerda              | 174   | 8,86 / 100,00   | 4,75 |
|                         | CDS – Partido Popular          | 170   | 8,66 / 100,00   | -    |
|                         | Pessoas–Animais–Natureza       | 80    | 4,08 / 100,00   | 3,09 |
|                         | Coligação Democrática Unitária | 43    | 2,19 / 100,00   | 2,23 |
|                         | LIVRE                          | 31    | 1,58 / 100,00   | 0,23 |
|                         | Nós, Cidadãos!                 | 28    | 1,43 / 100,00   | Novo |
|                         | Aliança                        | 21    | 1,07 / 100,00   | Novo |
|                         | Outros (com menos de 1,00%)    | 74    | 3,77 / 100,00   |      |
| Votos Inválidos         | Votos Inválidos                | 167   | 8,51 / 100,00   | 0,59 |
| Total                   | Total                          | 1 963 | 100,00 / 100,00 |      |
| Eleitorado/Participação | Eleitorado/Participação        | 4 341 | 45,22 / 100,00  | 1,11 |

#### Rio Meão
| Partido                 | Partido                        | Votos | %               | +/-  |
| ----------------------- | ------------------------------ | ----- | --------------- | ---- |
|                         | Partido Socialista             | 632   | 37,24 / 100,00  | 2,02 |
|                         | Partido Social Democrata       | 442   | 26,05 / 100,00  | -    |
|                         | Bloco de Esquerda              | 138   | 8,13 / 100,00   | 4,11 |
|                         | CDS – Partido Popular          | 108   | 6,36 / 100,00   | -    |
|                         | Pessoas–Animais–Natureza       | 64    | 3,77 / 100,00   | 2,12 |
|                         | Coligação Democrática Unitária | 38    | 2,24 / 100,00   | 3,43 |
|                         | Aliança                        | 22    | 1,30 / 100,00   | Novo |
|                         | Nós, Cidadãos!                 | 20    | 1,18 / 100,00   | Novo |
|                         | Outros (com menos de 1,00%)    | 90    | 5,31 / 100,00   |      |
| Votos Inválidos         | Votos Inválidos                | 143   | 8,43 / 100,00   | 0,32 |
| Total                   | Total                          | 1 697 | 100,00 / 100,00 |      |
| Eleitorado/Participação | Eleitorado/Participação        | 4 354 | 38,98 / 100,00  | 2,09 |

#### Romariz
| Partido                 | Partido                        | Votos | %               | +/-  |
| ----------------------- | ------------------------------ | ----- | --------------- | ---- |
|                         | Partido Socialista             | 370   | 36,63 / 100,00  | 1,81 |
|                         | Partido Social Democrata       | 317   | 31,39 / 100,00  | -    |
|                         | Bloco de Esquerda              | 68    | 6,73 / 100,00   | 3,99 |
|                         | CDS – Partido Popular          | 67    | 6,63 / 100,00   | -    |
|                         | Pessoas–Animais–Natureza       | 20    | 1,98 / 100,00   | 1,79 |
|                         | LIVRE                          | 15    | 1,49 / 100,00   | 0,35 |
|                         | Nós, Cidadãos!                 | 14    | 1,39 / 100,00   | Novo |
|                         | Aliança                        | 12    | 1,19 / 100,00   | Novo |
|                         | Coligação Democrática Unitária | 11    | 1,09 / 100,00   | 1,37 |
|                         | Outros (com menos de 1,00%)    | 40    | 3,96 / 100,00   |      |
| Votos Inválidos         | Votos Inválidos                | 76    | 7,52 / 100,00   | 1,47 |
| Total                   | Total                          | 1 010 | 100,00 / 100,00 |      |
| Eleitorado/Participação | Eleitorado/Participação        | 2 927 | 34,51 / 100,00  | 1,00 |

#### Sanguedo
| Partido                 | Partido                        | Votos | %               | +/-  |
| ----------------------- | ------------------------------ | ----- | --------------- | ---- |
|                         | Partido Socialista             | 350   | 32,77 / 100,00  | 1,05 |
|                         | Partido Social Democrata       | 322   | 30,15 / 100,00  | -    |
|                         | Bloco de Esquerda              | 87    | 8,15 / 100,00   | 5,42 |
|                         | CDS – Partido Popular          | 54    | 5,06 / 100,00   | -    |
|                         | Pessoas–Animais–Natureza       | 50    | 4,68 / 100,00   | 2,41 |
|                         | Aliança                        | 19    | 1,78 / 100,00   | Novo |
|                         | Coligação Democrática Unitária | 17    | 1,59 / 100,00   | 4,32 |
|                         | Outros (com menos de 1,00%)    | 64    | 6,00 / 100,00   |      |
| Votos Inválidos         | Votos Inválidos                | 105   | 9,83 / 100,00   | 0,65 |
| Total                   | Total                          | 1 068 | 100,00 / 100,00 |      |
| Eleitorado/Participação | Eleitorado/Participação        | 3 114 | 34,30 / 100,00  | 0,64 |

#### Santa Maria da Feira
| Partido                 | Partido                        | Votos  | %               | +/-  |
| ----------------------- | ------------------------------ | ------ | --------------- | ---- |
|                         | Partido Socialista             | 1 848  | 30,66 / 100,00  | 0,13 |
|                         | Partido Social Democrata       | 1 646  | 27,31 / 100,00  | -    |
|                         | Bloco de Esquerda              | 594    | 9,86 / 100,00   | 4,77 |
|                         | CDS – Partido Popular          | 347    | 5,76 / 100,00   | -    |
|                         | Pessoas–Animais–Natureza       | 326    | 5,41 / 100,00   | 3,93 |
|                         | Coligação Democrática Unitária | 188    | 3,12 / 100,00   | 2,35 |
|                         | LIVRE                          | 99     | 1,64 / 100,00   | 0,61 |
|                         | Aliança                        | 96     | 1,59 / 100,00   | Novo |
|                         | Nós, Cidadãos!                 | 93     | 1,54 / 100,00   | Novo |
|                         | Iniciativa Liberal             | 81     | 1,34 / 100,00   | Novo |
|                         | Outros (com menos de 1,00%)    | 195    | 3,24 / 100,00   |      |
| Votos Inválidos         | Votos Inválidos                | 514    | 8,52 / 100,00   | 1,55 |
| Total                   | Total                          | 6 027  | 100,00 / 100,00 |      |
| Eleitorado/Participação | Eleitorado/Participação        | 16 717 | 36,05 / 100,00  | 1,76 |

#### Santa Maria de Lamas
| Partido                 | Partido                        | Votos | %               | +/-  |
| ----------------------- | ------------------------------ | ----- | --------------- | ---- |
|                         | Partido Socialista             | 710   | 38,65 / 100,00  | 1,14 |
|                         | Partido Social Democrata       | 441   | 24,01 / 100,00  | -    |
|                         | Bloco de Esquerda              | 165   | 8,98 / 100,00   | 4,50 |
|                         | CDS – Partido Popular          | 105   | 5,72 / 100,00   | -    |
|                         | Pessoas–Animais–Natureza       | 68    | 3,70 / 100,00   | 2,10 |
|                         | Iniciativa Liberal             | 53    | 2,89 / 100,00   | Novo |
|                         | Coligação Democrática Unitária | 42    | 2,29 / 100,00   | 1,92 |
|                         | Nós, Cidadãos!                 | 26    | 1,42 / 100,00   | Novo |
|                         | LIVRE                          | 19    | 1,03 / 100,00   | 0,46 |
|                         | Outros (com menos de 1,00%)    | 73    | 3,97 / 100,00   |      |
| Votos Inválidos         | Votos Inválidos                | 135   | 7,34 / 100,00   | 0,23 |
| Total                   | Total                          | 1 837 | 100,00 / 100,00 |      |
| Eleitorado/Participação | Eleitorado/Participação        | 4 462 | 41,17 / 100,00  | 0,94 |

#### São João de Ver
| Partido                 | Partido                        | Votos | %               | +/-  |
| ----------------------- | ------------------------------ | ----- | --------------- | ---- |
|                         | Partido Socialista             | 1 119 | 37,44 / 100,00  | 0,67 |
|                         | Partido Social Democrata       | 690   | 23,08 / 100,00  | -    |
|                         | Bloco de Esquerda              | 349   | 11,68 / 100,00  | 5,38 |
|                         | Pessoas–Animais–Natureza       | 130   | 4,35 / 100,00   | 3,39 |
|                         | CDS – Partido Popular          | 123   | 4,12 / 100,00   | -    |
|                         | Coligação Democrática Unitária | 75    | 2,51 / 100,00   | 3,96 |
|                         | Aliança                        | 43    | 1,44 / 100,00   | Novo |
|                         | Nós, Cidadãos!                 | 35    | 1,17 / 100,00   | Novo |
|                         | LIVRE                          | 32    | 1,07 / 100,00   | 0,34 |
|                         | Outros (com menos de 1,00%)    | 121   | 4,05 / 100,00   |      |
| Votos Inválidos         | Votos Inválidos                | 272   | 9,10 / 100,00   | 1,80 |
| Total                   | Total                          | 2 989 | 100,00 / 100,00 |      |
| Eleitorado/Participação | Eleitorado/Participação        | 9 470 | 31,56 / 100,00  | 1,00 |

#### São Miguel do Souto e Mosteirô
| Partido                 | Partido                        | Votos | %               | +/-     |
| ----------------------- | ------------------------------ | ----- | --------------- | ------- |
|                         | Partido Socialista             | 883   | 44,19 / 100,00  | 5,74    |
|                         | Partido Social Democrata       | 419   | 20,97 / 100,00  | -       |
|                         | Bloco de Esquerda              | 188   | 9,41 / 100,00   | 4,54    |
|                         | CDS – Partido Popular          | 125   | 6,26 / 100,00   | -       |
|                         | Pessoas–Animais–Natureza       | 71    | 3,55 / 100,00   | 2,14    |
|                         | Coligação Democrática Unitária | 24    | 1,20 / 100,00   | 3,47    |
|                         | Basta!                         | 21    | 1,05 / 100,00   | Estável |
|                         | Aliança                        | 20    | 1,00 / 100,00   | Novo    |
|                         | Outros (com menos de 1,00%)    | 83    | 4,15 / 100,00   |         |
| Votos Inválidos         | Votos Inválidos                | 164   | 8,20 / 100,00   | 0,34    |
| Total                   | Total                          | 1 998 | 100,00 / 100,00 |         |
| Eleitorado/Participação | Eleitorado/Participação        | 6 057 | 32,99 / 100,00  | 0,71    |

#### São Paio de Oleiros
| Partido                 | Partido                                         | Votos | %               | +/-  |
| ----------------------- | ----------------------------------------------- | ----- | --------------- | ---- |
|                         | Partido Socialista                              | 570   | 38,15 / 100,00  | 2,87 |
|                         | Partido Social Democrata                        | 357   | 23,90 / 100,00  | -    |
|                         | Bloco de Esquerda                               | 140   | 9,37 / 100,00   | 5,25 |
|                         | Coligação Democrática Unitária                  | 106   | 7,10 / 100,00   | 7,18 |
|                         | CDS – Partido Popular                           | 64    | 4,28 / 100,00   | -    |
|                         | Pessoas–Animais–Natureza                        | 53    | 3,55 / 100,00   | 2,98 |
|                         | Partido Comunista dos Trabalhadores Portugueses | 18    | 1,20 / 100,00   | 1,66 |
|                         | LIVRE                                           | 15    | 1,00 / 100,00   | 0,40 |
|                         | Outros (com menos de 1,00%)                     | 62    | 4,15 / 100,00   |      |
| Votos Inválidos         | Votos Inválidos                                 | 109   | 7,30 / 100,00   | 0,45 |
| Total                   | Total                                           | 1 494 | 100,00 / 100,00 |      |
| Eleitorado/Participação | Eleitorado/Participação                         | 3 425 | 43,62 / 100,00  | 1,27 |